# Antonio Teodoro Ortells
Antonio Teodoro Ortells (Rubielos, 29 de marzo de 1647 - Valencia, 4 de noviembre de 1706) fue un compositor español.

## Biografía
Fue bautizado el 30 de marzo de 1647.
El 21 de diciembre de 1657 ―a los diez años de edad― ingresó como «infantillo» en el Real Colegio Seminario del Corpus Christi. Con el tiempo fue primero capellán de esa institución y luego maestro de capilla de la Catedral de Valencia. Trabajó allí hasta el 8 de mayo de 1664 “por habérsele acabado la voz”. Tuvo por maestro a Marcos Pérez y a José Hinojosa, quienes conforme a su cargo cuidaban de la enseñanza musical de los infantillos. También conoció al organista del mismo, Francisco Castelló, que fue el primero de los organistas valencianos en cultivar el género instrumental puro. Al causar baja de infantilllo no se ausentó inmediatamente de Valencia; al mes de su salida tocó parte como danzador en las célebres danzas de la procesión del Corpus, cobrando el correspondiente honorario. Siguió en la ciudad encargado de enseñar las danzas a los infantes, y de maestro de la parroquial de San Andrés. Los años transcurridos entre 1669 y 1675, período del cual se desconoce quién fue el maestro, coinciden con el silencio de Ortells en Valencia y con la nota de haber sido elegido para el magisterio del Patriarca, vacante por muerte de José Hinojosa.
Ortells ingresó en la capilla del Patriarca sin salario alguno. Al cabo de dos años, los superiores decidieron darle las 20 libras de salario que le correspondían como maestro interino; insatisfecho por el trato económico, tan pronto como se publicaron los edictos, en 1677, para la oposición de igual plaza en la seo de Valencia por la muerte de Gracián Babán (2-02-1675), renunció a la del Patriarca para tomar parte en el certamen de la seo, el cual ganó tras su finalización dos años después.
Obtuvo el cargo de maestro y permaneció 27 años. El 1 de julio de 1704, se le exoneró por motivos de salud del cuidado y enseñanza de los infantillos, nombrando a Pedro Oyanarte, evangelistero de la catedral como sucesor. Todavía siguió dos años más de maestro, hasta que le sobrevino la muerte.
Falleció en Valencia (España) el 4 de noviembre de 1706.
Fue enterrado en la cripta de la catedral reservada para los beneficiados, con canto de vísperas de difuntos y la solemnidad habitual y asistencia de todos los beneficiados y demás hermanos de la Hermandad General.

## Obra
Como compositor, Ortells cumplió sobremanera con la obligación de componer cada dos años un Miserere para la Semana Santa y anualmente los cuatro villancicos de Navidad, del Corpus y uno para la “Assumpta”, de ahí que su obra sea tan ingente. Sólo en el archivo de la catedral, se conservan 131 composiciones con texto latino y 216 con texto castellano (villancicos). Su música compuesta en el Patriarca se la llevó a la seo al pasar allí de maestro. No obstante, algunas obras de Ortells volvieron al Patriarca según consta en el inventario de 1717, en el que se incluyen quince composiciones suyas; número que con el curso de los años se incrementó, contándose hasta 39 piezas, todas con texto latino. Cultivó todos los géneros de la liturgia de la misa y del oficio, el villancico y el oratorio o drama religioso para el oratorio de la Congregación de San Felipe Neri de Valencia. 
Como aventajado seguidor de Comes, su estilo es grandioso y su música, escrita para grandes capillas, incluye con frecuencia composiciones para doce voces en tres coros, cada uno con un color propio. En sus misas, casi todas policorales, de seis, ocho, once y doce voces, se advierte la conjunción del estilo contrapuntístico de las partes breves con el estilo “moderno” de las restantes, mediante la alternancia del estilo vertical con el solístico de gran virtuosismo. Herencia del pasado fue la práctica de la misa parodia y sobre los temas populares de sus villancicos.
Tal vez por la excesiva duración del Sanctus en la misa, al igual que otros compositores coetáneos, no escribe el Benedictus, aunque en algunas copias posteriores aparece añadido por otros. Como era habitual en el siglo XVII, en sus obras policorales los instrumentos interpretaban algunas de las voces, e incluso alguno o algunos de los coros. El bajo continuo está singularmente señalado para el órgano, arpa, espineta y violón, y también es usado para el órgano solo (poco común) porque añade solemnidad y apoyo para la afinación de instrumentos y voces.
En sus motetes destaca el uso policoral de doce voces, sin faltar el bajo continuo de órgano y arpa, escritos en estilo moderno con texto bíblico seccionado en frases. Su número es inferior al de los salmos, tal vez por no contar con espacio en la liturgia, salvo en algunas festividades de la Virgen y del Señor. Estrechamente emparentados en cuanto a la forma son sus responsorios, versos y secuencias escritos a catorce, quince y dieciséis voces, pero en número reducido por la poca cabida que tenían en la liturgia, salvo las lamentaciones de Semana Santa, todas muy solemnes y bien trabajadas. Escribió música para todas las partes de las completas: salmos, cántico, himno y antífona final.
Los salmos conforman su repertorio latino más copioso; en su mayor número son de una policoralidad muy espectacular, de diez, once y doce voces. El estilo es fundamentalmente contrapuntístico-imitativo en algunas voces con sobriedad de ornamentos melódicos.
En el repertorio de villancicos, Ortells supera a los otros géneros. El número de los que se conservan, sobre todo en la metropolitana de Valencia, es sorprendente, y abundan copias en El Escorial, Segorbe, y otras catedrales como Lérida y Tarragona. Con ello Ortells demuestra haber cumplido con la obligación de componerlos anualmente en las fiestas de Navidad, Corpus y Virgen María. El número de los de Navidad supera a los del Corpus y éstos a los de la Virgen. De la Virgen, la festividad más celebrada es la “Assunta” (por ser de obligación) y después la del Dulce Nombre de María. Los años indicados en muchos de ellos oscilan entre 1672 y 1706; unos pocos que llevan fechas posteriores son copias de otros maestros. El número más copioso pertenece a la década de 1680.

### Otras composiciones son
- Nobles hijas de Sion, motete mariano a dos voces y continuo dedicado a la soledad de María Santísima;
- Christus factus est, motete a cuatro voces y continuo dedicado a la Pasión
- Audite universi populi, motete a doce voces con acompañamiento partido y bajo continuo dedicado a Nuestra Señora de los Dolores